# Tzerili
Tzerili (Cerili) (gruzínsky: წერილი) je gruzínská rocková hudební skupina.
Skupina byla založena v roce 1995 stojí na dvojici Gia Toidze a Levan Svanidze. Původní název Amorali (amorální) byl v roce 2001 změněn na Tzerili (psaní)

## Historie
Skupina byla založena v roce 1995 v Tbilisi pod názvem Amorali (ამორალი). Vedla dvojice Toidze a Svanidze byly dalšími členy skupiny kytarista Kote Kalandadze a bubeník Datuna Toidze.
V roce 1996 skupina vystoupila na festivalu Margarit s písní "Icekve čemtan (tanči semnou)" a po úspěchu v roce 1997 natočila první album "Udziro gza (bezedná cesta)" společně se saxofonistou Sandro Kapanadzem. Skupina vystupovala pod názvem Amorali až do roku 1999, kdy se rozpadla.
V roce 2001 Gia Toidze s Levan Svanidzem skupinu obnovili pod názvem Tzerili. V roce 2005 vydali album Schivi (paprsek). V roce 2009 následovalo album "Am kalakši (v tomto městě)". V roce 2014 vyšlo třetí album "Dangreul sachlši (v rozbitém domě)".

## Nástrojové obsazení
- Giorgi "Gia" Toidze (zpěv, kytara, texty)
- Levan Svanidze (basa)
- různí hudebníci

## Diskografie
- Udziro gza (უძირო გზა) - 1997
- Skhivi (სხივი) - 2005
- Am Kalakshi (ამ ქალაქში) - 2009
- Dangreul sakhlshi (დანგრეულ სახლში) - 2014